# La ciudad no es para mí
Pour plus de détails, voir Fiche technique et Distribution.
La ciudad no es para mí est un film espagnol réalisé par Pedro Lazaga en 1965 et sorti en Espagne en 1966.

## Synopsis
Agustín Valverde est originaire d'une petite ville de la région de Campo Romanos appelée Calacierva. C'est un homme très simple et naturel, avec un caractère très noble et très attaché à sa vie simple et rurale. Agustín qui n'a jamais quitté sa ville décide de rendre visite à son fils Agustín junior, qui est médecin à Madrid, et a une fille. Le père devient une gêne pour son fils et sa famille, car ils fréquentent la haute société et, malgré sa bonne volonté, le comportement d'Agustín senior n'est pas tout à fait approprié à ce milieu.

## Fiche technique
- Réalisation : Pedro Lazaga
- Scénario et dialogues : Pedro Masó, Vicente Coello, d'après la pièce homonyme en deux actes de Fernando Lázaro Carreter (écrite sous le pseudonyme de Fernando Ángel Lozano)
- Producteur exécutif : Pedro Masó pour Pedro Masó Producciones Cinematograficas
- Directeur de la photographie : Juan Mariné
- Musique originale : Antón García Abril
- Décors : Antonio Simont

## Distribution
- Paco Martínez Soria : Agustín Valverde dit Tío Agustín, un vieux paysan aragonais veuf, qui décide de quitter Calacierva, son village, pour aller vivre à Madrid
- Doris Coll : Luciana Valverde dite Luchy, la belle-fille de Tío Agustín, qui a des goûts de luxe et qui est tentée par une aventure extra-conjugale
- Eduardo Fajardo : le docteur Agustín Valverde Jr., le fils quadragénaire de Tío Agustín qui a réussi comme médecin à Madrid
- Cristina Galbó : Sara, la petite-fille de Tío Agustín, qui mène une vie frivole en compagnie d'amis stupides
- José Sacristán : Venancio, le sacristain-sonneur de cloches-crieur public-homme à tout faire de Calacierva
- Gracita Morales : Filo, la bonne des Valverde à Madrid